# Chrysippe de Jérusalem
Pour les articles homonymes, voir Chrysippe.
Chrysippe de Jérusalem, en grec Χρύσιππος ὁ Πρεσβύτερος, né vers 410 et mort en 479, est un moine et un prêtre de la laure de Saint-Euthyme dont Cyrille de Scythopolis parle dans sa Vie de saint Euthyme. 
Venu de Cappadoce avec ses frères Cosmas et Gabriel, il est ordonné prêtre vers 455 d'abord pour servir dans le monastère Saint-Euthyme, un des monastères du désert de Juda, dont il sera économe ; en 467, il reçoit la charge de "stravrophylax", gardien de la relique de la croix dans l’l'église du Saint-Sépulcre à Jérusalem .
Quatre homélies ont été conservées de lui , à la louange de saint Michel archange, de saint Jean-Baptiste, de saint Théodore et de la vierge Marie. 

## Éditions des homélies
- Epiphanii episcopi, Hesychii et Chrysippi, presbyterorum Hierosolymitanorum, sermones aliquot de laudibus beatissimae Virginis Mariae Deiparae, Paris, veuve de Guillaume Morel, 1565. Première édition en latin par Jean Picot de l’homélie en l'honneur de Marie.
- Martin Jugie, Homélies mariales byzantines : textes grecs édités et traduits en latin, vol. 2, Turnhout, Brepols, coll. « Patrologia orientalis », 1922-1925 (réimpr. 1990) (lire en ligne), p. 293-295.
- Antonios Sigalas, Des Chrysippos von Jerusalem Enkomion auf den hl. Johannes den Täufer, textkritische erstmalige Ausgabe mit einem Anhang : Untersuchungen und Ergänzungen zu den Schriften des Chrysippos, Athènes, Verlag der byzantinisch-neugrieschischen Jahrbücher, 1937 (Texte und Forschungen zur byzantinischneugrieschischen Philologie).